# Bactrocera ishigakiensis
Bactrocera ishigakiensis är en tvåvingeart som först beskrevs av Tokuichi Shiraki 1968.  Bactrocera ishigakiensis ingår i släktet Bactrocera och familjen borrflugor. Inga underarter finns listade.